# Olivia (romance)
Olivia é um romance de Dorothy Bussy. Em sua obra literária, foi o único romance escrito por Bussy; foi publicado em 1949 pela Hogarth Press, editora fundada por Leonard e Virginia Woolf. Bussy escreveu em francês e assinou seu trabalho com o pseudônimo "Olivia". "Olivia" era o nome de uma das irmãs de Dorothy que morreu na infância. O livro foi traduzido para o inglês e depois retraduzido para o francês. Bussy dedicou-o "à querida memória de Virginia W."

## Resumo
Ambientado no final do século XIX em uma escola de aperfeiçoamento na França, o enredo dramatiza a paixão de uma jovem estudante interna inglesa por uma de suas professoras de francês, Mlle Julie, cuja personagem deve muito a Marie Souvestre.

## Recepção crítica e escândalo
Seu sucesso foi imediato, tanto no Reino Unido quanto em países estrangeiros. Foi aclamado como uma pequena obra-prima. A edição francesa recebeu pouca atenção dos críticos franceses, apesar de sua introdução por Rosamond Lehmann.
O romance causou escândalo quando foi lançado, embora pertença a uma tradição já bem estabelecida, desde Claudine à l'école de Colette (1900) até o filme Meninas de Uniforme (Mädchen in Uniform) (1931), baseado na peça de Christa Winsloe. Em sua correspondência, Gide e Bussy não deixaram de mencionar Mädchen in Uniform, cuja versão cinematográfica já havia sido exibida em Paris durante o período entreguerras. Em 1934, após essa discussão, Bussy enviou o texto, que ela vinha escrevendo desde o ano anterior, ao seu amigo íntimo André Gide para pedir sua opinião. Ele respondeu que "não era muito envolvente", o que magoou Bussy profundamente. Por causa da resposta desanimadora de Gide, Bussy desistiu de publicá-lo por quinze anos. Após o sucesso do livro, Gide pediu desculpas a Bussy por não ter apreciado seu trabalho a princípio.
Em 1999, seu romance foi classificado em 35º lugar na lista dos '100 melhores romances lésbicos e gays' da Publishing Triangle.

## Edição francesa
A primeira edição francesa, publicada pela Stock em 1949, contou com um prefácio de Rosamond Lehmann, que também era próxima de Leonard Woolf e do Bloomsbury Group.

## Adaptações
- 1950: Olivia, filme francês dirigido por Jacqueline Audry, baseado no romance britânico de mesmo título, com Edwige Feuillère e Simone Simon nos papéis principais.